# Имперская опала

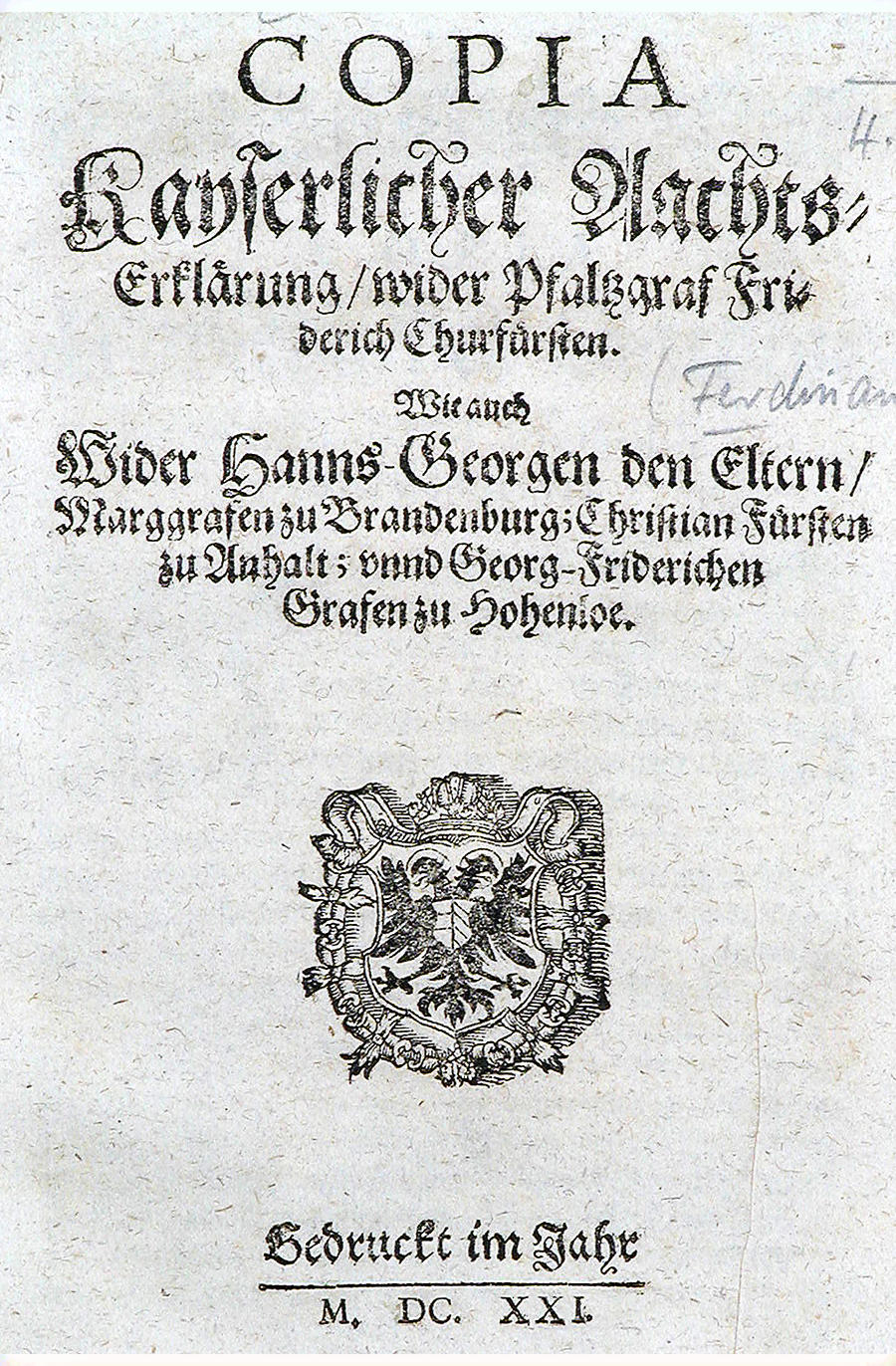
Титульный лист решения об имперской опале против Фридриха V, курфюрста Пфальца, 1621 г.

Имперская опала (нем. Reichsacht) — форма объявления вне закона государственного преступника, используемая в Священной Римской империи. В Средние века решение об опале принимал император, начиная с XVI века для объявления вне закона стала требоваться санкция рейхстага или приговор Имперского камерального суда. Лицо, в отношении которого была объявлена имперская опала, лишалось права использования судебных средств защиты, а его имущество и земельные владения конфисковывались в пользу казны. Причинение вреда или убийство такого человека не влекло юридических последствий, а оказание ему помощи, в том числе предоставление убежища, питания или одежды, приравнивалось к государственному преступлению и могло также караться объявлением вне закона.
Возникновение института имперской опалы было связано с неэффективностью судебно-исполнительной системы в Средние века: преступник мог легко скрыться от правосудия, а отсутствие полицейского аппарата осложняло возможность приведения в исполнение приговоров императорского суда. Объявление опалы, ставившее преступника вне закона и предоставляющее любому человеку возможность его арестовать, причинить вред или убить, позволяло до некоторой степени решить данную проблему. Снятие имперской опалы было возможно, если преступник добровольно предаст себя правосудию. Первоначально имперская опала была бессрочной, но начиная с позднего Средневековья стала ограниченной во времени, по прошествии которого считалась снятой. В соответствии с «Соглашением с князьями церкви» 1220 года имперская опала также объявлялась при отлучении от церкви, причём для этого не требовалось отдельное решение суда: по истечении шести недель после провозглашения анафемы отлучённый становился вне закона. С 1235 года стало возможным объявление имперской опалы в отношении целых городов и княжеств. Избирательная капитуляция Карла V 1519 года гарантировала предварительное проведение судебного процесса в имперских судебных учреждениях перед объявлением опалы. В новое время имперская опала использовалась как наказание при совершении следующих преступлений:
- неуплата имперских налогов на оборону;
- преступления против императора;
- нарушение земского мира;
- неисполнение постановлений Имперского камерального суда.

Наиболее известные случаи объявления имперской опалы:
- 1138: Король Конрад III в отношении Генриха Гордого, герцога Баварии и Саксонии, за отказ присягнуть избранному королю
- 1180: Император Фридрих I Барбаросса в отношении саксонского герцога Генриха Льва за измену императору
- 1235: Император Фридрих II в отношении своего сына Генриха VII за восстание против императора
- 1239: Император Фридрих II в отношении Раймунда Беренгера IV, графа Прованского, за изгнание императорского вице-короля из Арля
- 1276: Король Рудольф I в отношении чешского короля Пржемысла Отакара II за неподчинение решению императорского суда
- 1309: Император Генрих VII в отношении Иоганна Швабского за убийство короля Альбрехта I
- 1490—1497: Император Максимилиан I против швейцарских кантонов за неуплату имперских налогов
- 1521: Император Карл V Габсбург в отношении Мартина Лютера за еретические выступления и раскол церкви (Вормсский эдикт)
- 1521: Император Карл V Габсбург в отношении Иоганна Фридриха, курфюрста Саксонии, и Филиппа I, ландграфа Гессена, за помощь, оказанную Мартину Лютеру
- 1566: Император Максимилиан II в отношении Вильгельма фон Грумбаха за нарушение земского мира (Грумбахская распря)
- 1607: Император Рудольф II в отношении города Донаувёрта за нарушение его жителями земского мира
- 1621: Император Фердинанд II в отношении Фридриха V, курфюрста Пфальца, за восстание против императора
- 1793: Император Франц II в отношении Георга Форстера за поддержку революционной Франции